# Kanton Oberingelheim
Der Kanton Oberingelheim (franz.: Canton de Oberingelheim) war eine von zehn Verwaltungseinheiten, in die sich das Arrondissement Mainz im Department Donnersberg gliederte. Der Kanton war in den Jahren 1798 bis 1814 Teil der Französischen Republik (1798–1804) und des Napoleonischen Kaiserreichs (1804–1814). Von 1816 bis 1835 war er ein Kanton in der Provinz Rheinhessen des Großherzogtums Hessen.

## Lage
Hauptort des Kantons war Oberingelheim. Die Grenze nach Norden bildet der Rhein, nach Westen der Kanton Bingen und der Kanton Wöllstein, nach Süden die Kantone Niederolm und Wörrstadt.
Vor der Besetzung des linken Rheinufers im Ersten Koalitionskrieg gehörte das Gebiet des Kantons Oberingelheim überwiegend zum reichsunmittelbaren Ingelheimer Grund. Weitere Gebiete gehörten zu Kurmainz, Kurpfalz und Nassau-Saarbrücken.
1814 wurde das Donnersberg Département und damit auch der Kanton Oberingelheim vorübergehend Teil des Generalgouvernements Mittelrhein. Durch Artikel 47 der Wiener Kongressakte über die Gebietsaufteilung gelangte der Kanton an das Großherzogtum Hessen und wurde in die Provinz Rheinhessen eingegliedert.

## Verwaltungsgliederung
Der Kanton Oberingelheim gliederte sich in 18 Gemeinden, die von elf Mairies verwaltet wurden. Im Jahr 1806 lebten im Kanton insgesamt 12.449 Einwohner.
Gemeinden:
nach Schaab:
| Gemeinde          | Mairie            | EW 1815 | vor 1792 zugehörig          | Anmerkungen                                      |
| ----------------- | ----------------- | ------- | --------------------------- | ------------------------------------------------ |
| Appenheim         | Appenheim         | 679     | Kurpfalz                    |                                                  |
| Aspisheim         | Aspisheim         | 492     | Kurpfalz                    |                                                  |
| Bubenheim         | Groswinternheim   | 491     | Ingelheimer Grund, Kurpfalz |                                                  |
| Budenheim         | Budenheim         | 346     | Kurmainz                    |                                                  |
| Elsheim           | Sauerschwabenheim | 430     | Ingelheimer Grund, Kurpfalz | heute Stadecken-Elsheim                          |
| Engelstadt        | Jugenheim         | 464     | Kurpfalz                    |                                                  |
| Freiweinheim      | Freiweinheim      | 192     | Ingelheimer Grund, Kurpfalz | heute Ingelheim (Frei-Weinheim)                  |
| Algesheim         | Algesheim         | 1.400   | Kurmainz                    | heute Gau-Algesheim                              |
| Großwinternheim   | Groswinternheim   | 677     | Ingelheimer Grund, Kurpfalz | heute Stadtteil von Ingelheim (Groß-Winternheim) |
| Heidesheim        | Heidesheim        | 842     | Kurmainz                    | heute Stadtteil von Ingelheim                    |
| Horrweiler        | Aspisheim         | 513     | Kurpfalz                    |                                                  |
| Jugenheim         | Jugenheim         | 717     | Nassau-Saarbrücken          |                                                  |
| Mombach           | Budenheim         | 630     | Mainzer Domkapitel          | heute Stadtteil von Mainz                        |
| Niederhibersheim  | Appenheim         | 351     | Kurpfalz                    | heute Nieder-Hilbersheim                         |
| Niederingelheim   | Niederingelheim   | 1.360   | Ingelheimer Grund, Kurpfalz | heute Ingelheim (Nieder-Ingelheim)               |
| Oberingelheim     | Oberingelheim     | 1.738   | Ingelheimer Grund, Kurpfalz | heute Ingelheim (Ober-Ingelheim)                 |
| Sauerschwabenheim | Sauerschwabenheim | 760     | Ingelheimer Grund, Kurpfalz | heute Schwabenheim                               |
| Wackernheim       | Heidesheim        | 425     | Ingelheimer Grund, Kurpfalz | heute Stadtteil von Ingelheim                    |

## Landwirtschaftliche Nutzfläche
Im Historisch-statistischen Jahrbuch des Departements vom Donnersberg für die Jahre 9 bzw. 10 der fränkischen Republik wird die landwirtschaftliche Nutzfläche folgendermaßen beschrieben:
- Terres labourables (Ackerfelder): 6436,48 Hektar
- Prés (Grünland): 573,84 Hektar
- Vignes (Rebfläche): 591,60 Hektar
- Forêts (Wälder): 762,96 Hektar